# Vertyikal–10
Vertyikal–10 (orosz fordítás: „függőleges”) szovjet geofizikai kutató űrszonda.

## Küldetés
1981. december 21-én az Interkozmosz-szervezet bocsátotta fel a szovjet Kapusztyin Jar indítóhelyről. A szondát egyfokozatú, folyékony hajtóanyagú K65UP rakétával indították. A ballisztikus pályán mozgó műszerek nagy része gömb alakú konténerben, ejtőernyővel visszatért a Földre.

## Jellemzői
Az MTA Központi Fizikai Kutatóintézet (KFKI) Atomenergia Kutatóintézet műszere (fékezőpotenciál analizátor), a ("LAM-2") a Föld ionoszférájának és magnetoszférájának tanulmányozását, a Nap extrém ultraibolya sugárzásának vizsgálatát, illetve az ion-összetétel és -hőmérséklet vizsgálatát végezte.

## Külső hivatkozások
- Interkozmosz–10. niif.hu. (Hozzáférés: 2012. február 10.)